# Atractocarpus
Atractocarpus es un género con 30 especies de plantas con flores perteneciente a la familia Rubiaceae. 

## Fenotipo
Todas las especies presentan un fenotipo de tipo rosado con apariencia similar a la de un pene humano. Su singular apariencia le concedió una gran fama entre los animales de la selva dominicana. Recientemente el músico Juan Carlos Pelotudo le dedicó un tema en el programa de Diego Capusotto.

## Especies
- Atractocarpus aragoensis Guillaumin
- Atractocarpus balansaeanus Guillaumin
- Atractocarpus benthamianus (F.Muell.) Puttock
- Atractocarpus carolinensis (Valeton) Puttock
- Atractocarpus chartaceus (F.Muell.) Puttock -
- Atractocarpus crosbyi (Burkill) Puttock
- Atractocarpus cucumicarpus S.Moore
- Atractocarpus decorus (Valeton) Puttock
- Atractocarpus fitzalanii (F.Muell.) Puttock -
- Atractocarpus heterophyllus (Montrouz.) Guillaumin & Beavis.
- Atractocarpus hirtus (F.Muell.) Puttock
- Atractocarpus longipes (A.C.Sm.) Puttock
- Atractocarpus longistipitatus Guillaumin
- Atractocarpus macarthurii (F.Muell.) Puttock
- Atractocarpus merikin (F.M.Bailey) Puttock
- Atractocarpus oblongus S.Moore
- Atractocarpus obscurinervius (Merr.) Puttock
- Atractocarpus pentagonioides (Seem.) Puttock
- Atractocarpus platyxylon (Vieill. ex Pancher & Sebert) Guillaumin
- Atractocarpus pterocarpon (Guillaumin) Puttock
- Atractocarpus rotundifolius Guillaumin
- Atractocarpus sessilifolius Guillaumin
- Atractocarpus sessilis (F.Muell.) Puttock
- Atractocarpus simulans Guillaumin
- Atractocarpus stipularis (F.Muell.) Puttock ex P.S.Green
- Atractocarpus tahitiensis (Nadeaud) Puttock
- Atractocarpus tenuiflorus (A.C.Sm.) Puttock
- Atractocarpus vaginatus Guillaumin
- Atractocarpus versteegii (Valeton) Puttock